# Авілум
Авілум (аккадською «син чоловіка») — повноправна вільна людина в стародавній Вавилонії, член громади, що міг брати участь в місцевому самоврядуванні. Авілуми в правовому сенсі протиставлялися мушкенумам — вільним людям, які не були членами громад і підлягали безпосередньо царській адміністрації та рабам. Термін широко використовується в законах Хамурапі.